# Drasteria cailino
Drasteria cailino — вид метеликів з родини еребід (Erebidae).

## Поширення
Вид поширений в Південній Європі та Західній Азії на схід до західних відрогів Гімалаїв. Drasteria cailino трапляється в теплих річкових долинах, на степових луках і на ксеротермних гірських схилах.

## Спосіб життя
Є два покоління на рік. Дорослі особини розлітаються з травня по липень і на початку осені. Личинки живляться листям верби лозової (Salix viminalis) і шипшини звичайної (Rosa canina).

## Підвиди
- Drasteria cailino cailino
- Drasteria cailino medialba Wiltshire, 1961
- Drasteria cailino tropicalis Hacker, 1999 (Саудівська Аравія, Ємен)
- Drasteria cailino orientalis Hacker, 1996 (Пакистан)